# O型主序星
O型主序星(O V) 是是光譜為O，亮度為V，在主序帶（氫燃燒）上的恆星。這類恆星的質量是太陽的15至90倍太陽質量（理论值，实际观测有光等超过这一范围的），表面溫度在30,000至52,000 K。這一類恆星非常罕見，估計在整個銀河系中只有20,000顆。例子包括參宿增一A（獵戶座σA）和車府增十一（蝎虎座10）。目前已观测到的质量最大（推测）O型主序星为Melnick 42，约189倍太阳质量。由于天文学中專有名詞较多，光度分类和演化过程分类中较大的恒星均称作“巨星”，可能造成读者的混淆。比如，天文学家将按光度分类称为“亮巨星”，却不是超巨星。

## 光譜的標準星
在MK分類系統中"錨定"的O型主序星標準星，自20世紀初選定以來未曾更改過。它們是四瀆增一（麒麟座15，O7 V）和車府增十一（蝎虎座10，O9 V） 1943年版的摩根-基南-凯勒曼（MKK）《耶基斯星图》将O型恒星的标准光谱类型界定于O5至O9之间，但仅对O9型恒星进行了光度分类的次级划分。。在MKK O9 V的兩顆標準星是伐三（獵戶座ι）和車府增十一。詹森和摩根（1953年）修訂後的耶基斯標準（"MK"），迄今也未曾變更O5至O8的標準星，列出5顆O9 V的標準星（HD 46202、HD 57682、造父增一（仙王座14）、車府增十一）和3顆O9.5 V的標準星（HD 34078、参宿增一、天市右垣十一（蛇夫座ζ））。摩根和基南（1973年）對光譜分類做過重要的再檢查，增列“訂正的MK”O4到O7標準星，但沒有突破亮度分類的標準。這次的再檢查還列出主序星車府增十一（蝎虎座10，O9 V）和参宿增一（獵戶座σ，O9.5 V）的"dagger標準"。
直到1970年代，早於O5的O型亮度的子分類都未定義出標準星。摩根、Abt、和泰普史考特（1978年）的光譜圖集定義出了幾個O型主序（亮度類型V）的標準，列出如下：︰HD 46223（O4 V）、HD 46150（O5 V）、HD 199579（O6 V）、HD 47839（O7 V）、（O8 V）、和（O9 V）。Walborn和Fitzpartrick（1990年）為OB型恆星提供了第一份數位化的光譜圖集，並且包括O3 V（HD 303308）的主序標準。Walborn等人（2002年）定義光譜類型O2的標準，以BI 253做為O2 V的基本標準星（實際的類型為"O2 V((f*))"）。他們也重新定義HDE 303308是O4 V的標準星，並列出新的O3 V標準星（HD 64568和LH 10-3058）。O3 V的有效溫度可能接近50,000K。

## 性質
這些都是罕見的天體；估計在整個銀河系中的O型星不超過20,000 ，僅佔恆星數量的千萬分之一。O型主序星的質量介於15和90 M☉之間，表面溫度從30,000到50,000K。它們的全波段光度介於30,000和 1,000,000 L☉之間；半徑在10 R☉左右,表面重力是地球的10,000倍；對主序星而言是相對較低的。絕對星等從比太陽亮3,400倍的-4等，到比太陽亮18,000倍的-5.8等。
O型星都很年輕，年齡都只有數百萬年的歲月。在我們的銀河系中，它們都有大約是太陽兩倍的高金屬量 。在大麥哲倫星系的O型主序星金屬量較低，但值得注意的是它們明顯的有較高的溫度，主要的原因是質量的流失率較低。最亮的O型星，每年的質量損失率超過  百萬分之一 M☉，光度較低的恆星質量損失就低得多。它們的恆星風終端速度大約在2,000 km/s。

## 其它著名的O型主序星
- 蒼蠅座θ：肉眼可見的沃夫–瑞葉星，但大部分的可見光是由其伴星（也是O型主序星）和OB型超巨星產生的。
- 人馬座9（英语：9 Sagittarii）是光譜聯星，包含O3.5和O5-5.5的主序星。是在礁湖星雲中可見的最亮恆星。
- 天鴿座μ：肉眼可見的O9.5主序星。
- 獵戶座θ1C：在獵戶座星雲中的獵戶四邊形星團最亮的恆星。它是O6主序星，有一顆微弱的光譜伴星。
- 天市右垣十一（蛇夫座ζ）：是一顆O9.5主序星，天空中最亮的3等星。